# San Juan Tuxtepec
San Juan Tuxtepec är en mindre stad i Mexiko, tillhörande kommunen Chapa de Mota i delstaten Mexiko, i den centrala delen av landet. Staden hade 4 251 invånare vid folkräkningen 2010, och är kommunens näst största samhälle.